# Flottatengernagy
A flottatengernagy (Admiral of the Fleet) haditengerészeti rendfokozat, a szárazföldi haderő vezérezredesi rendfokozatának felel meg. A legtöbb országban ünnepségi és hadi időszakok idején kerül kiosztásra. Egyes haditengerészetnél nagyobb hadműveleti csoportosítások tengerészeti parancsnoka (USA, Egyesült Királyság), a tengernagyokat vezénylő legmagasabb rendfokozat. 
Rendfokozati jelzése a karpaszományon egy széles aranysáv, felette négy keskeny aranysáv, a felsőn hurok, vagy a négy sáv és felette egy arany ötágú csillag.